# فرشته همسایه بغلی مرا لوس می‌کند
فرشته همسایه بغلی مرا لوس می‌کند (به انگلیسی: The Angel Next Door Spoils Me Rotten) مجموعه لایت ناول ژاپنی نوشته ساکیسان و تصویرگری هانکوتو است که ابتدا به صورت آنلاین در وبسایت شوستسوکا نی نارو منتشر شد و تاکنون چپترهای آن در چهار جلد تانکوبون گردآوری شده است. مجموعه تلویزیونی انیمه اقتباسی ساخته استودیو Project No.9 از ژانویه تا مارس ۲۰۲۳ پخش شد و فصل دوم آن نیز در دست ساخت است.

## داستان
آمنه فوجیمیا، یک پسر دبیرستانی بی‌احساس و بی‌تفاوت است که در یک آپارتمان تنها زندگی می‌کند و زیباترین دختر مدرسه، ماهیرو شینا، در همسایگی خانه او زندگی می‌کند که در ابتدا از حضور یکدیگر بی‌خبر اند. با وجود اینکه آنها در یک کلاس هستند تقریباً هرگز با هم صحبت نکرده‌اند تا اینکه در یک روز بارانی، فوجیمیا ماهیرو را در وضعیت بدی می‌بیند و چتر خود را به او قرض می‌دهد. برای جبران لطف، ماهیرو به او کمک می‌کند تا در خانه کمک کند و قبل از اینکه متوجه شوند، با نزدیک شدن فاصله بین آنها، یک رابطه به آرامی شروع به شکوفا شدن می‌کند.